# Gibraltar
Gibraltar (/dʒɪˈbrɔːltər/ jih-BRAWL-tər, tiếng Tây Ban Nha: [xiβɾalˈtaɾ]) là một Lãnh thổ hải ngoại thuộc Anh và tồn tại như một thành bang nằm ở mũi phía nam của Bán đảo Iberia. Nó có diện tích 6,7 km2 (2,6 dặm vuông) và giáp Tây Ban Nha (Campo de Gibraltar) về phía Bắc. Cảnh quan chủ yếu là Núi Gibraltar, dưới chân núi là khu vực đô thị đông dân cư, nơi sinh sống của khoảng 32.688 người (ước tính năm 2022), chủ yếu là người Gibraltar.
Năm 1704, lực lượng Anh-Hà Lan chiếm Gibraltar từ Tây Ban Nha trong Chiến tranh Kế vị Tây Ban Nha. Lãnh thổ này được nhượng lại vĩnh viễn cho Vương quốc Anh theo Hiệp ước Utrecht năm 1713. Nó trở thành một căn cứ quan trọng của Hải quân Hoàng gia Anh, đặc biệt là trong Chiến tranh Napoléon và Thế chiến thứ hai, vì nó giữ vị trí án ngữ, kiểm soát lối vào và lối ra hẹp của Địa Trung Hải, đó là eo biển Gibraltar, chỉ rộng 14,3 km (8,9 mi). Điểm nghẽn này vẫn có tầm quan trọng chiến lược, với một nửa thương mại đường biển của thế giới, đi qua eo biển này. Nền kinh tế Gibraltar chủ yếu dựa vào du lịch, cờ bạc trực tuyến, dịch vụ tài chính và tiếp nhiên liệu cho tàu bè. Với tỷ lệ thất nghiệp thuộc hàng thấp nhất thế giới, phần lớn lực lượng lao động là cư dân ở Tây Ban Nha hoặc những người không thuộc Gibraltar, đặc biệt là trong khu vực tư nhân.
Chủ quyền của Gibraltar là một điều gây tranh cãi trong quan hệ Anh-Tây Ban Nha, khi Tây Ban Nha khẳng định yêu sách đối với lãnh thổ này. Người Gibraltar bác bỏ hoàn toàn các đề xuất về chủ quyền của Tây Ban Nha trong cuộc trưng cầu dân ý năm 1967 và về chủ quyền chung trong cuộc trưng cầu dân ý năm 2002. Tuy nhiên, Gibraltar vẫn duy trì mối liên kết kinh tế và văn hóa chặt chẽ với Tây Ban Nha, với nhiều người Gibraltar nói tiếng Tây Ban Nha cũng như một phương ngữ địa phương được gọi là Llanito.
Kể từ Brexit, Gibraltar không phải là thành viên của Liên minh Châu Âu nhưng các cuộc đàm phán đang được tiến hành để lãnh thổ này tham gia Hiệp ước Schengen nhằm tạo điều kiện thuận lợi cho việc di chuyển biên giới giữa Gibraltar và Tây Ban Nha. Tính đến tháng 3 năm 2023, các cuộc đàm phán dường như bế tắc.

## Lịch sử

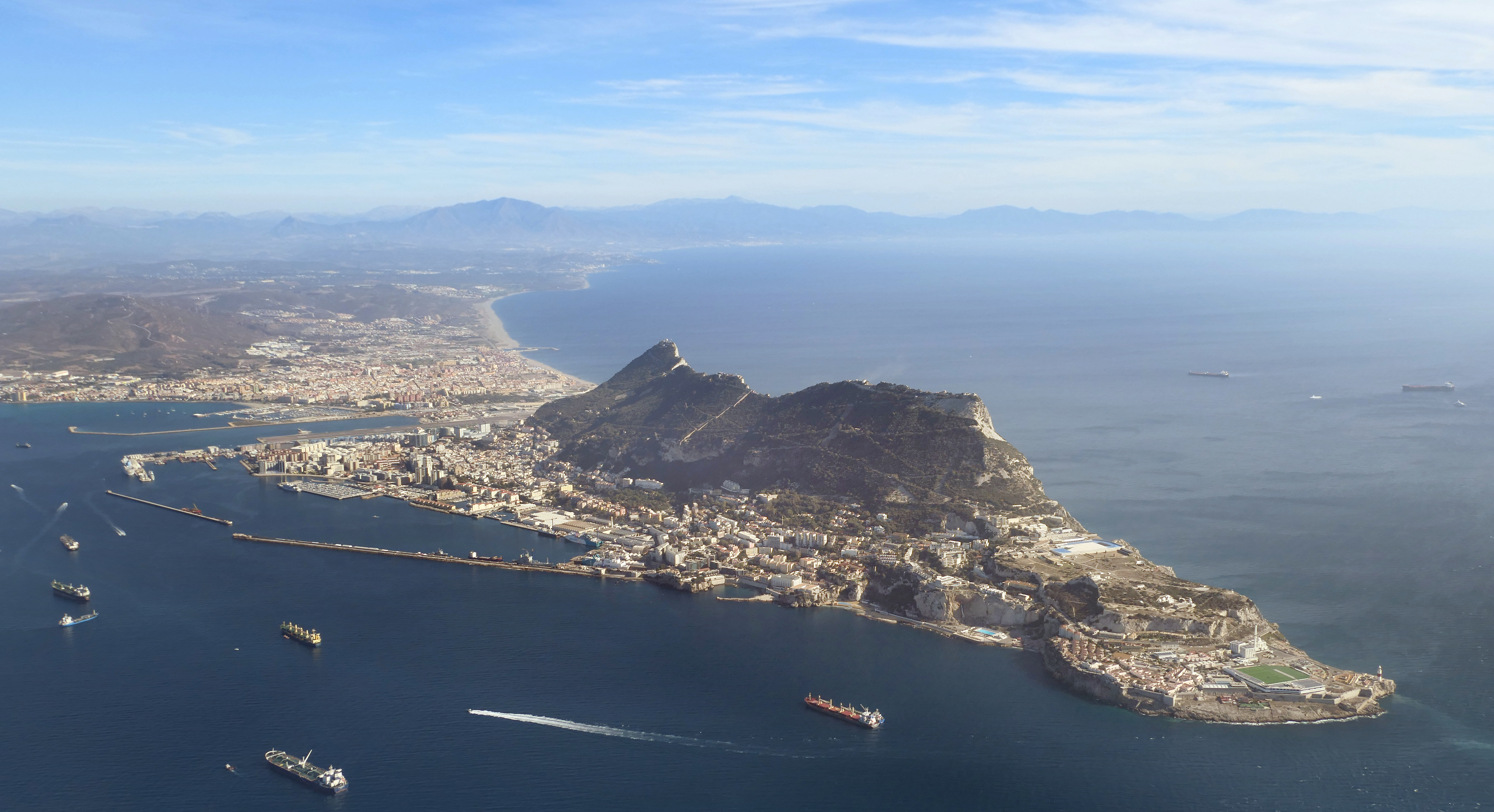
Nhìn từ trên không

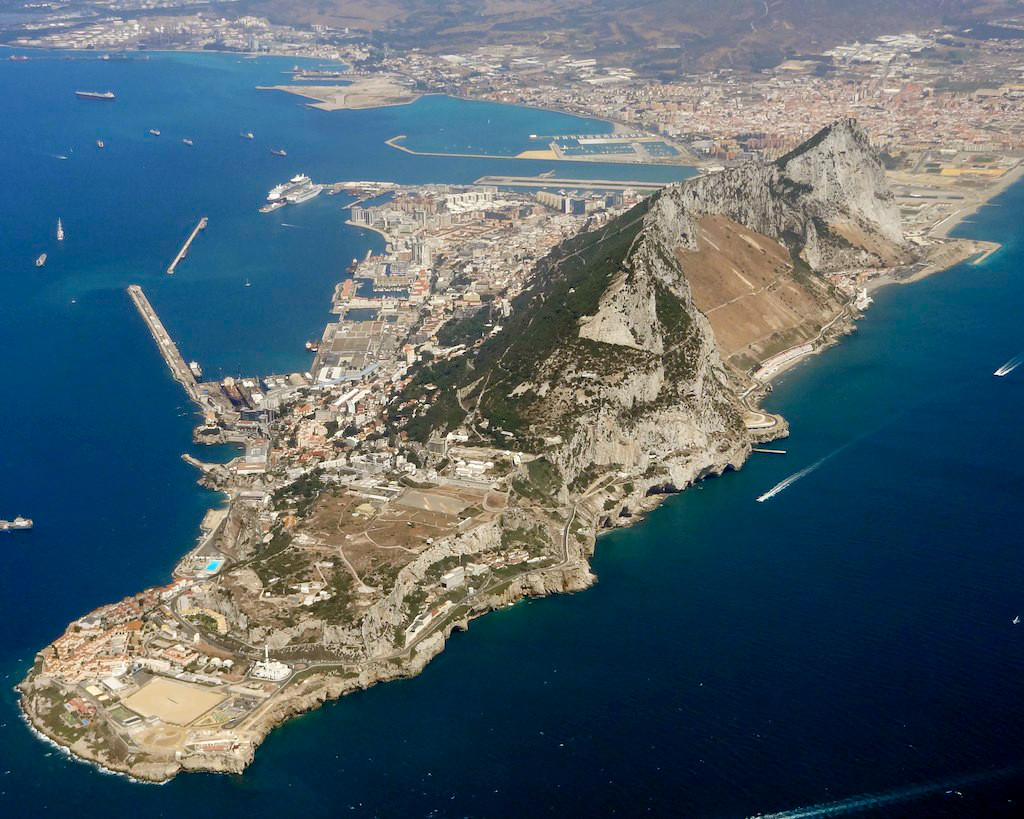
Gibraltar từ trên không, nhìn về phía Tây Bắc

### Hiện đại

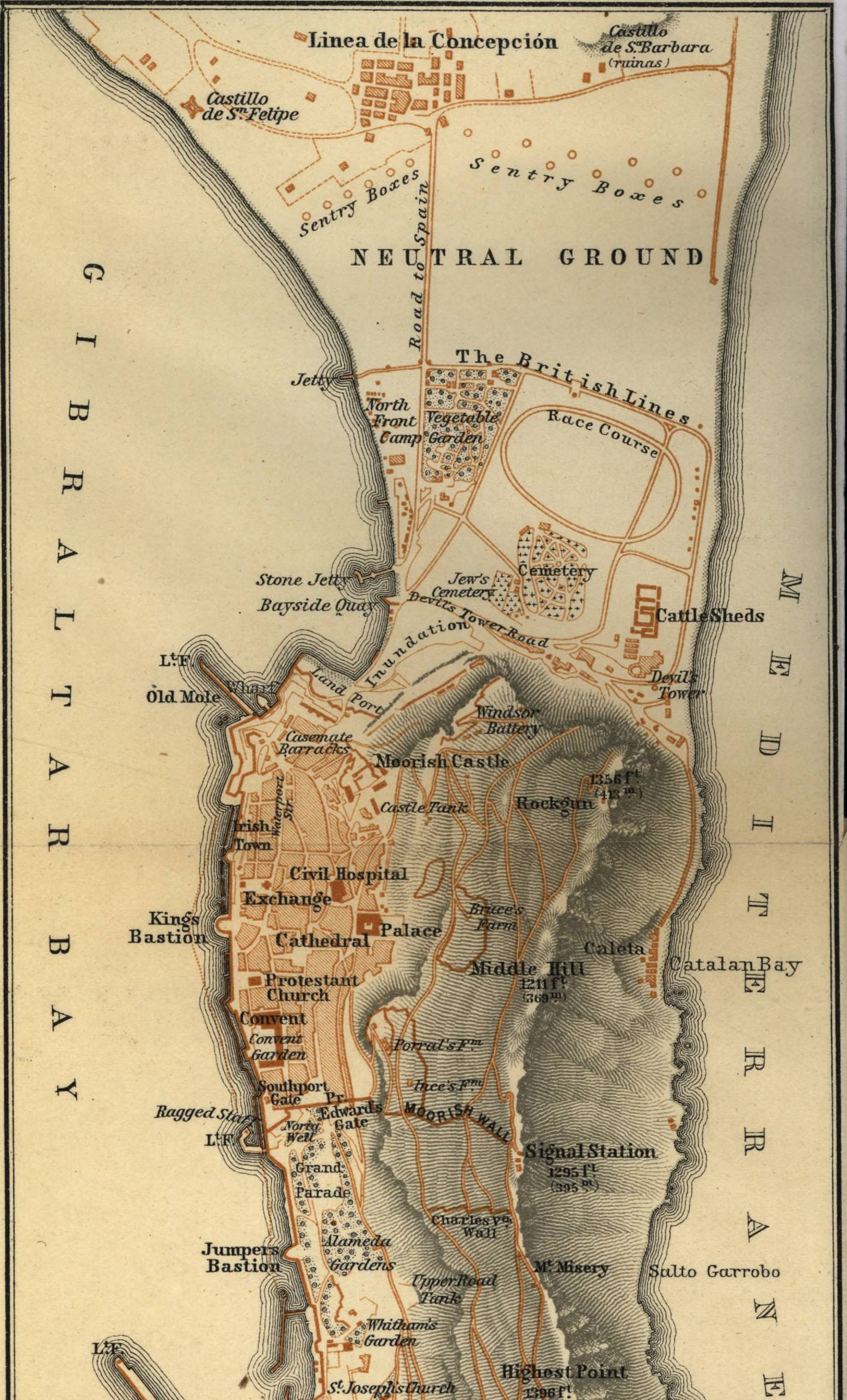
Baedeker bản đồ Gibraltar, 1901

### Đương đại

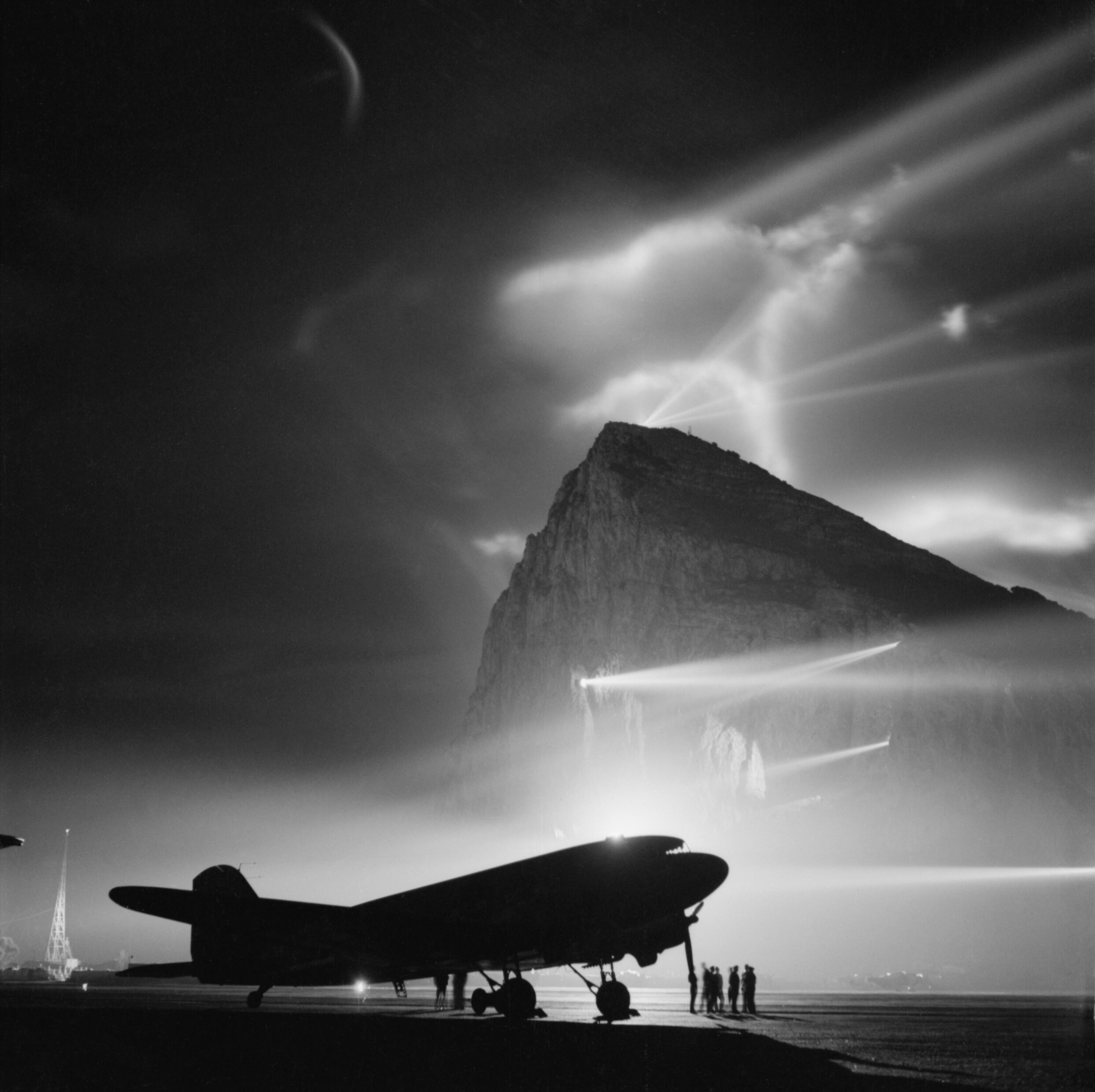
Một chiếc Douglas Dakota của BOAC tại Gibraltar chuẩn bị cho chuyến bay đêm đến Vương quốc Anh

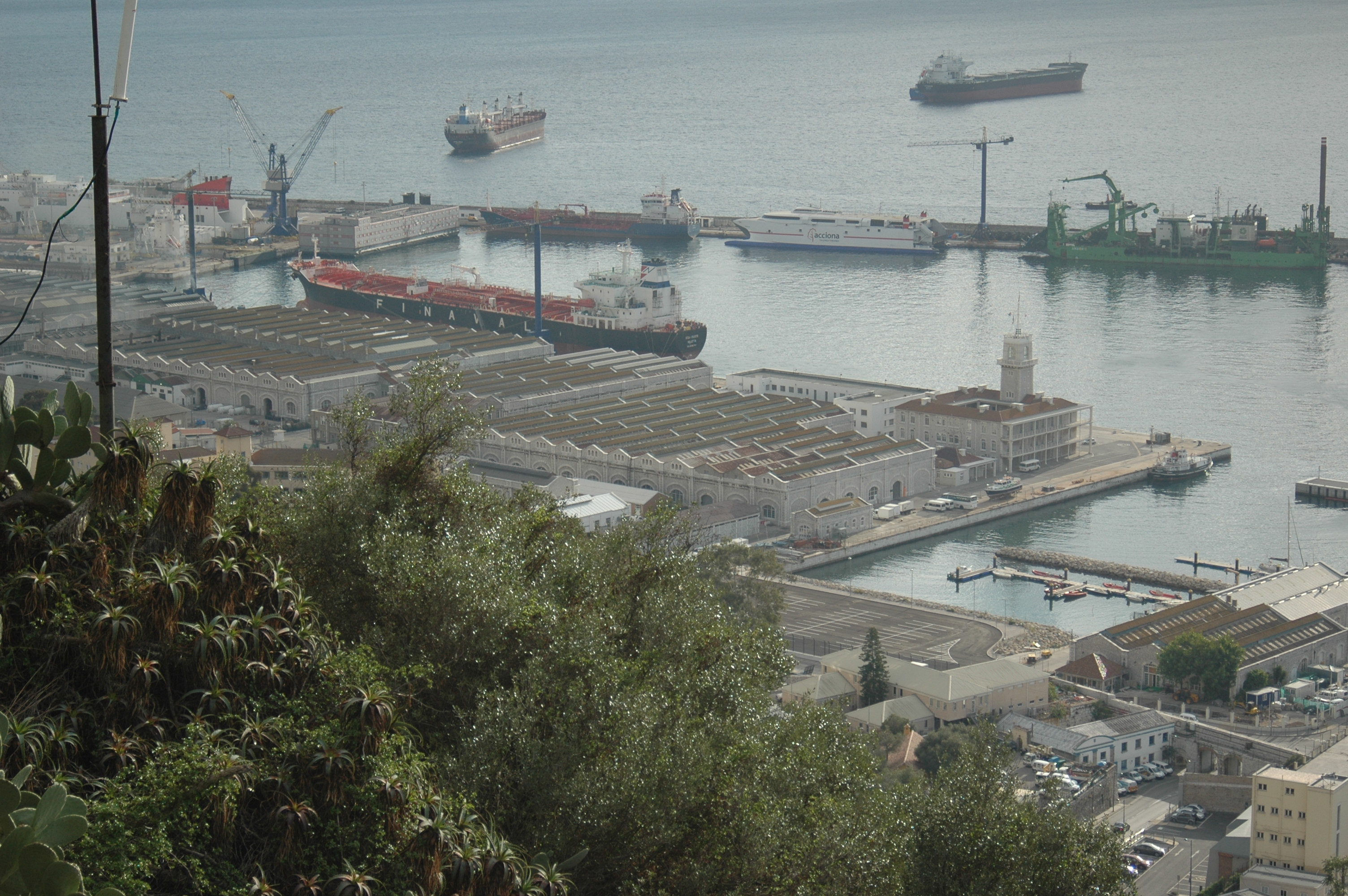
Các tòa nhà của HM Dockyard, Gibraltar trước đây, có từ lần mở rộng năm 1895

## Điều hành

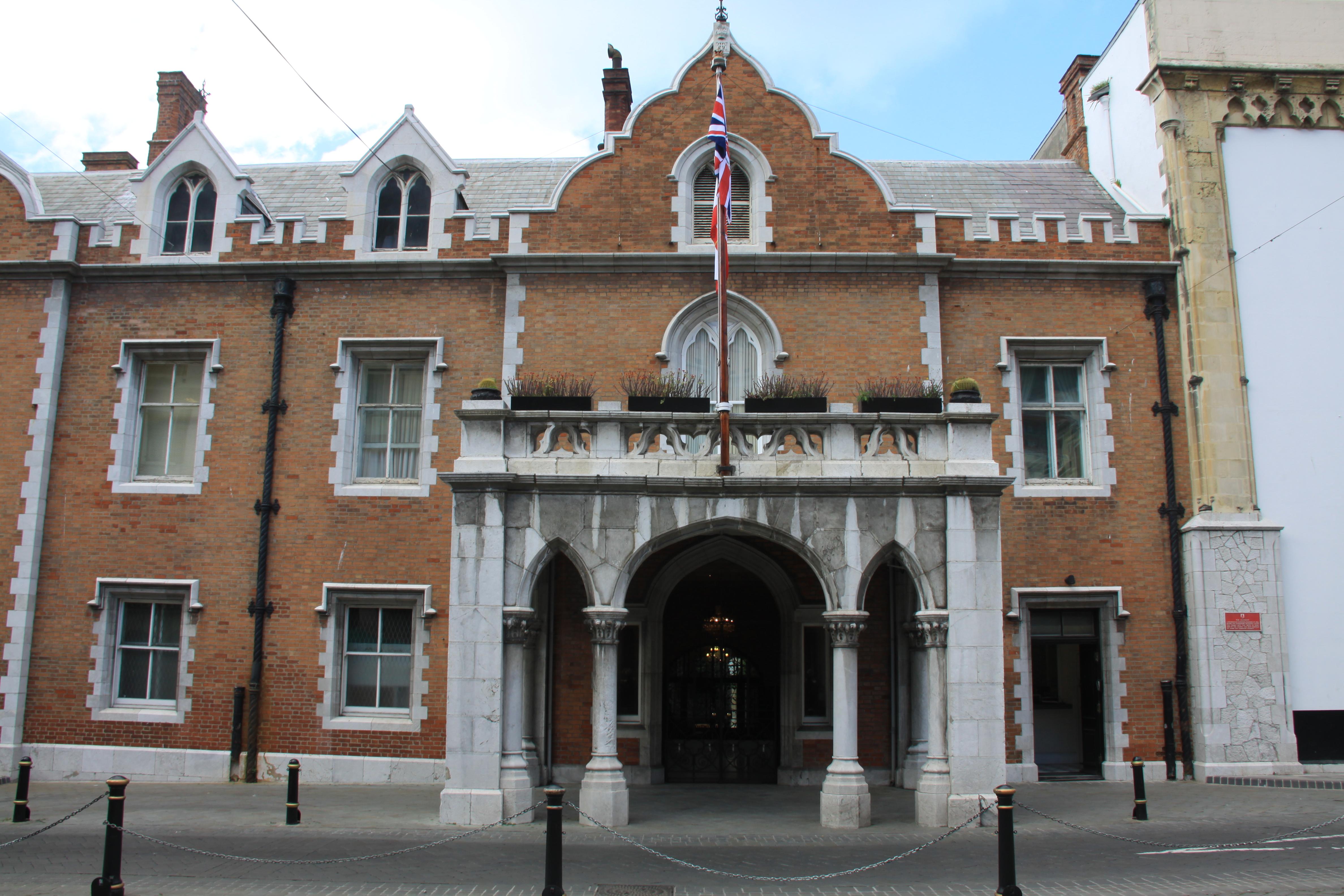
Lối vào Phố Chính của Dinh Thống đốc, The Convent

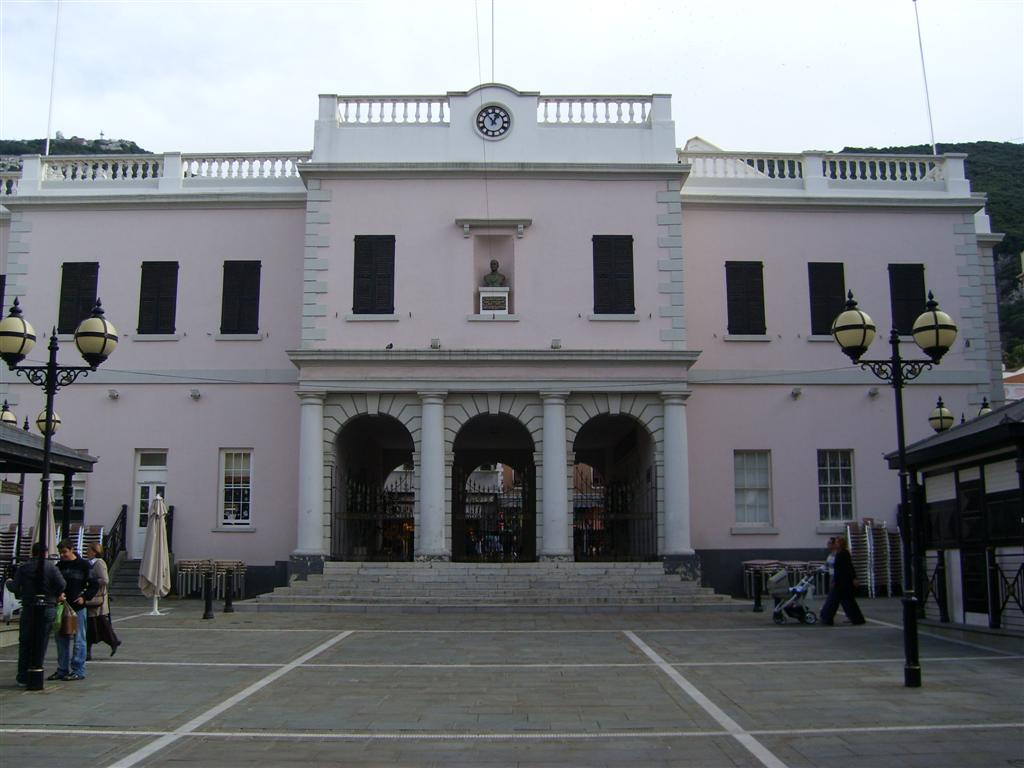
Quảng trường John Mackintosh lối vào Quốc hội Gibraltar

## Địa lý

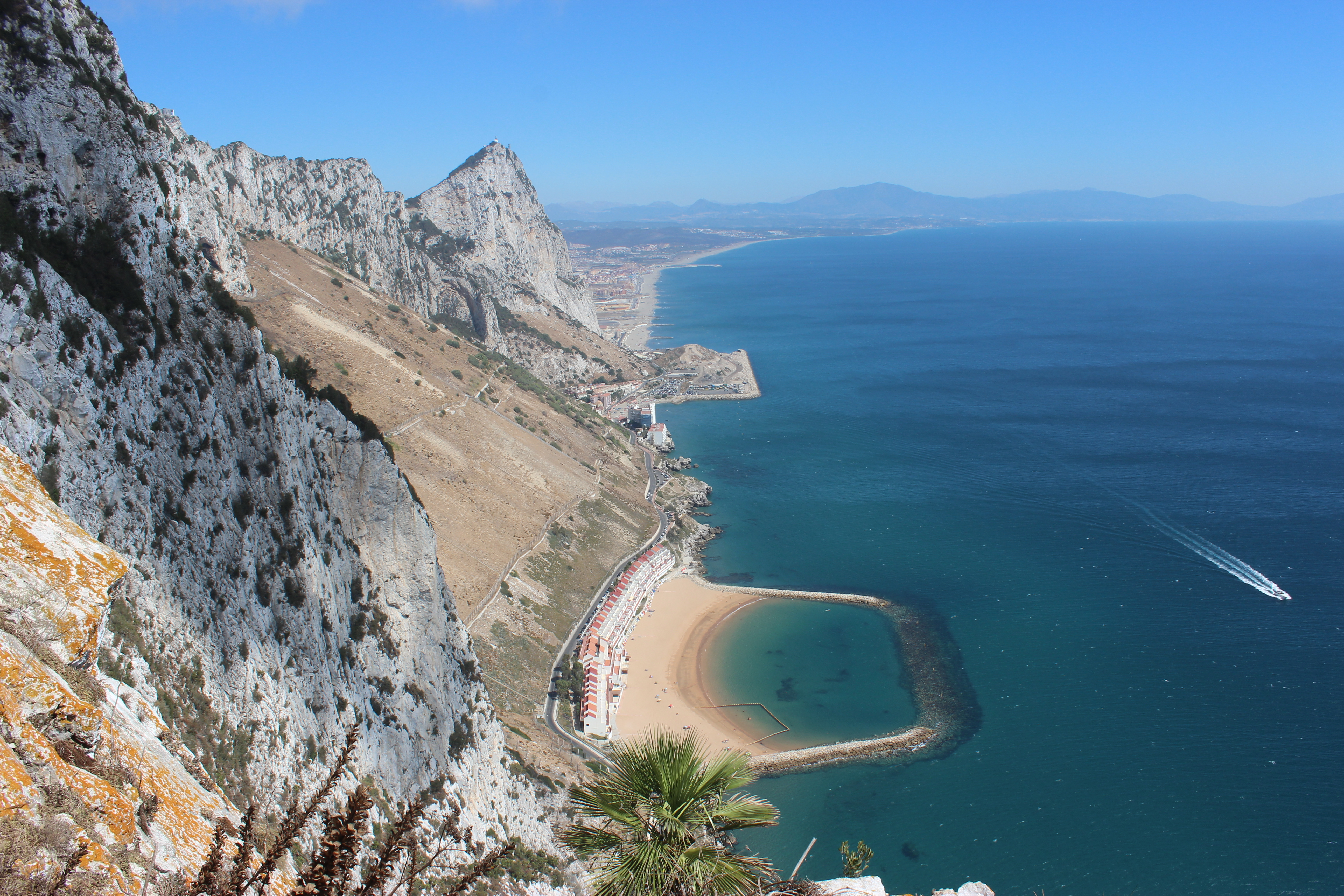
Quang cảnh Núi Gibraltar từ Bậc thang Địa Trung Hải

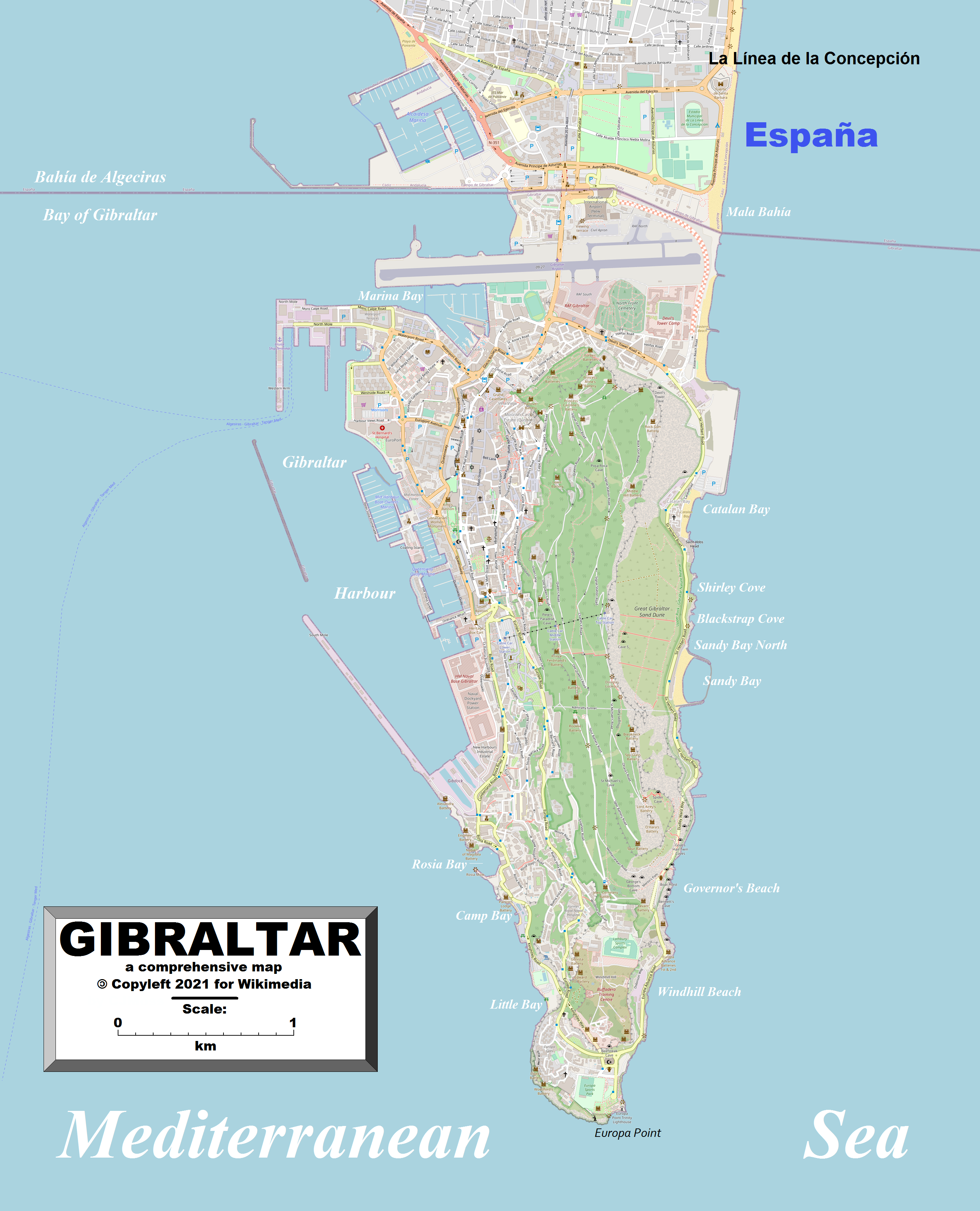
Bản đồ chi tiết, có thể phóng to của Gibraltar

### Hệ thực vật và động vật

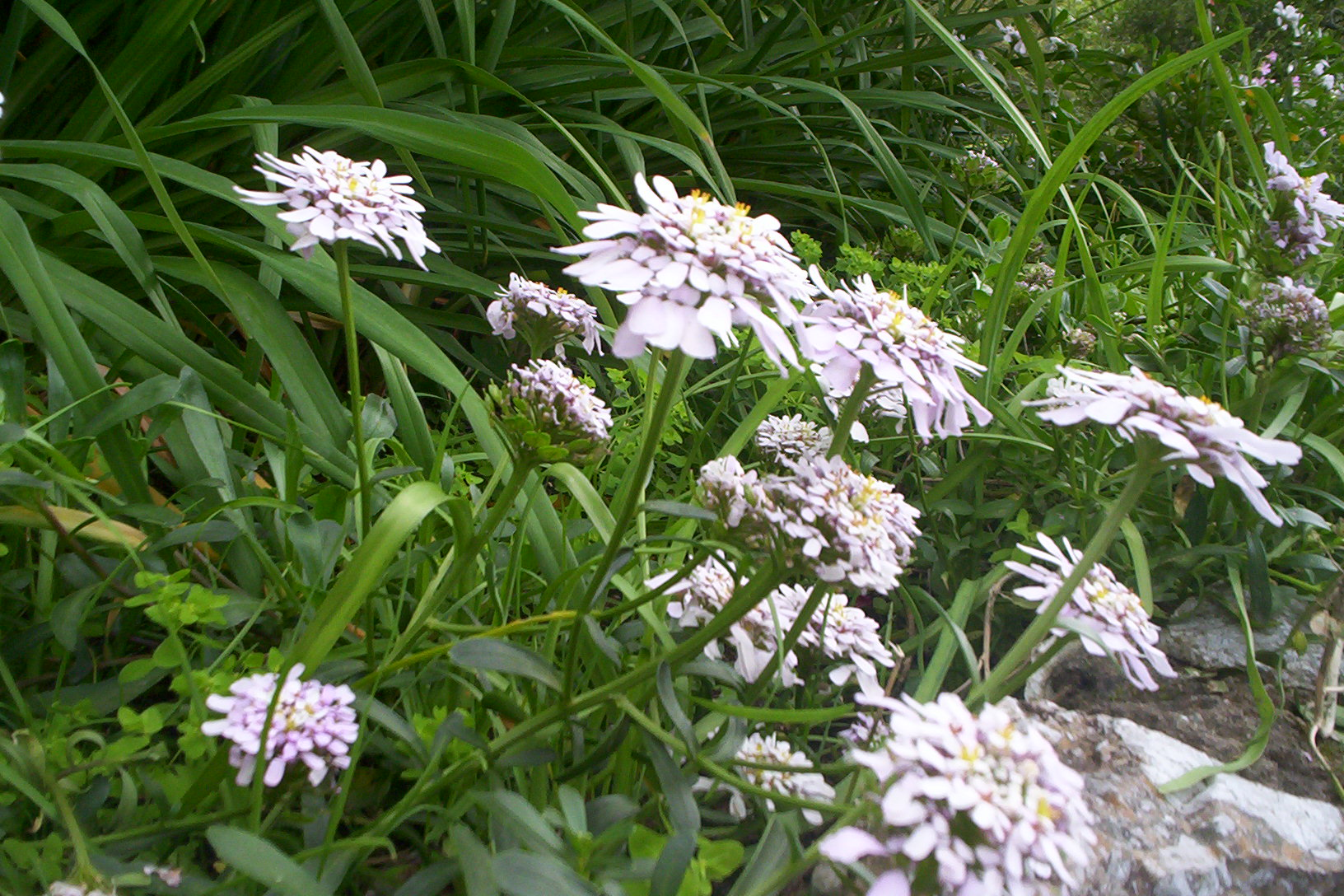
Kẹo Gibraltar mọc tại Vườn bách thảo Gibraltar

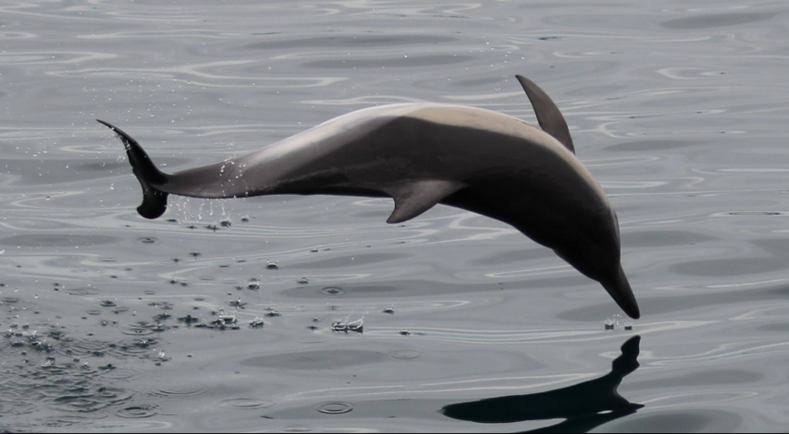
Một Cá heo mõm ngắn ở Vịnh Gibraltar

### Môi trường

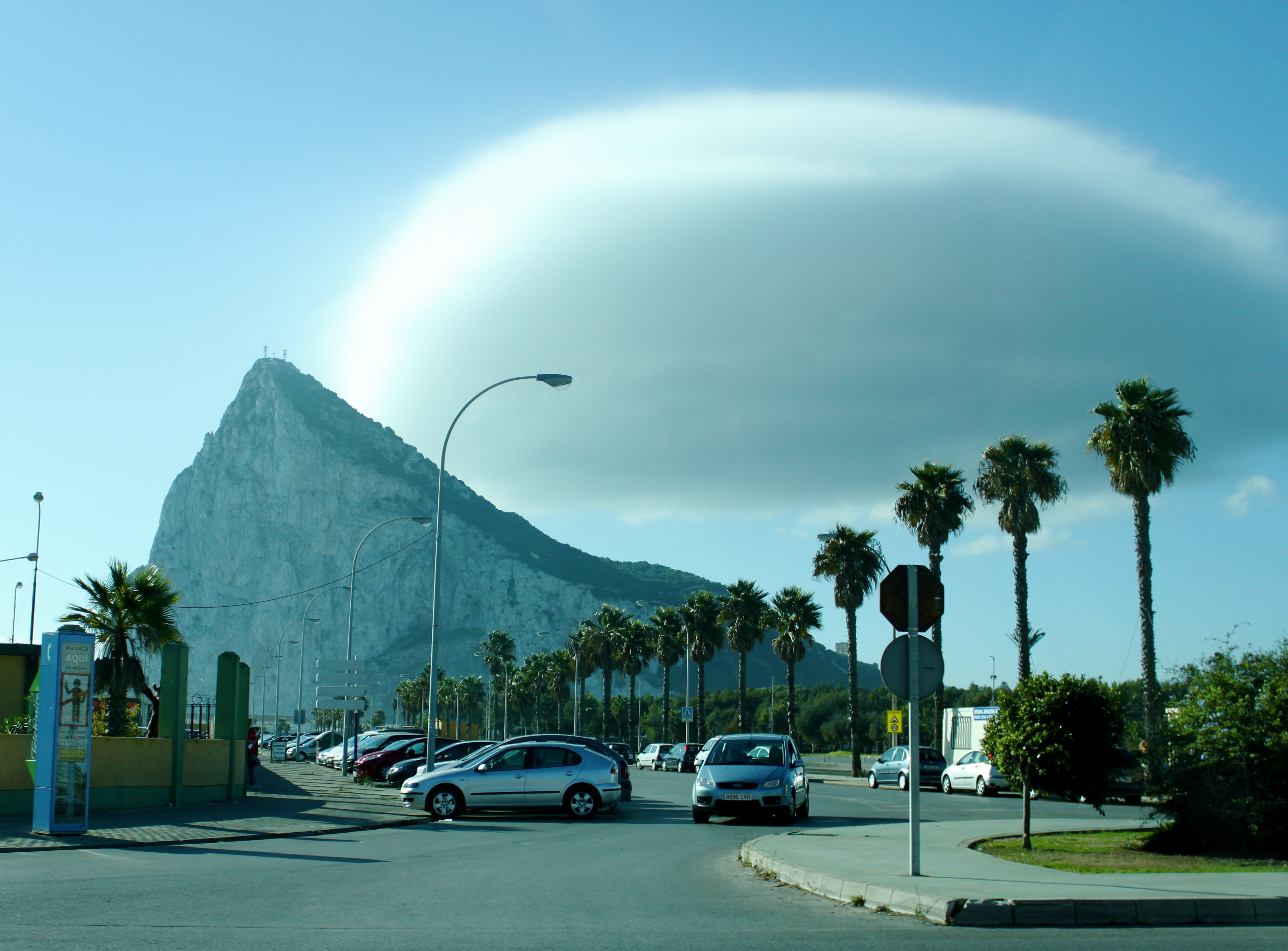
Núi Gibraltar (2010)

## Kinh tế

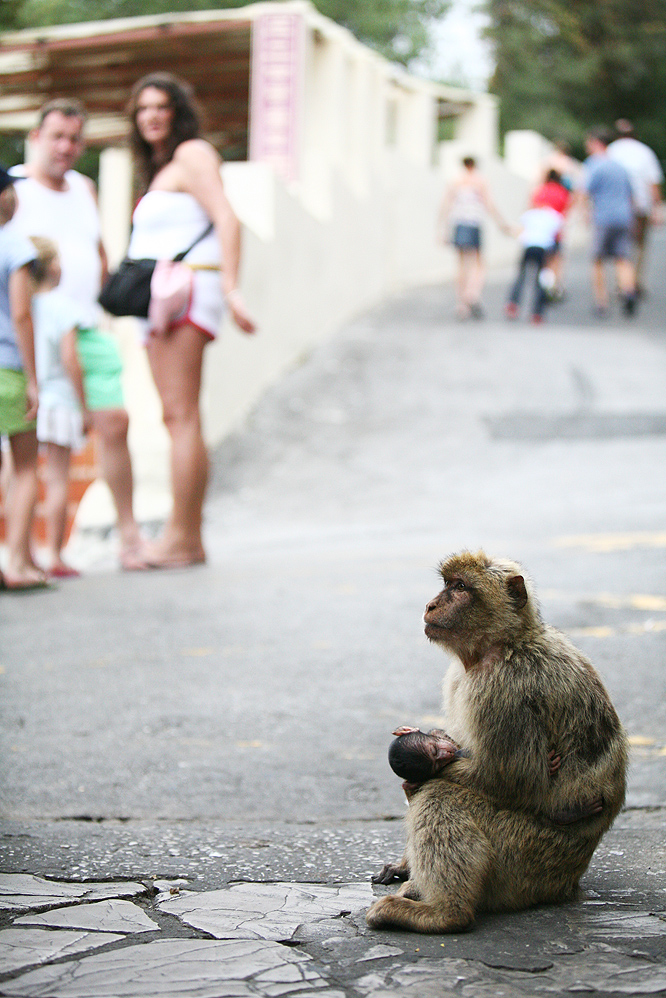
Khỉ Barbary bán hoang dã là một đặc điểm không thể thiếu trong Du lịch ở Gibraltar.

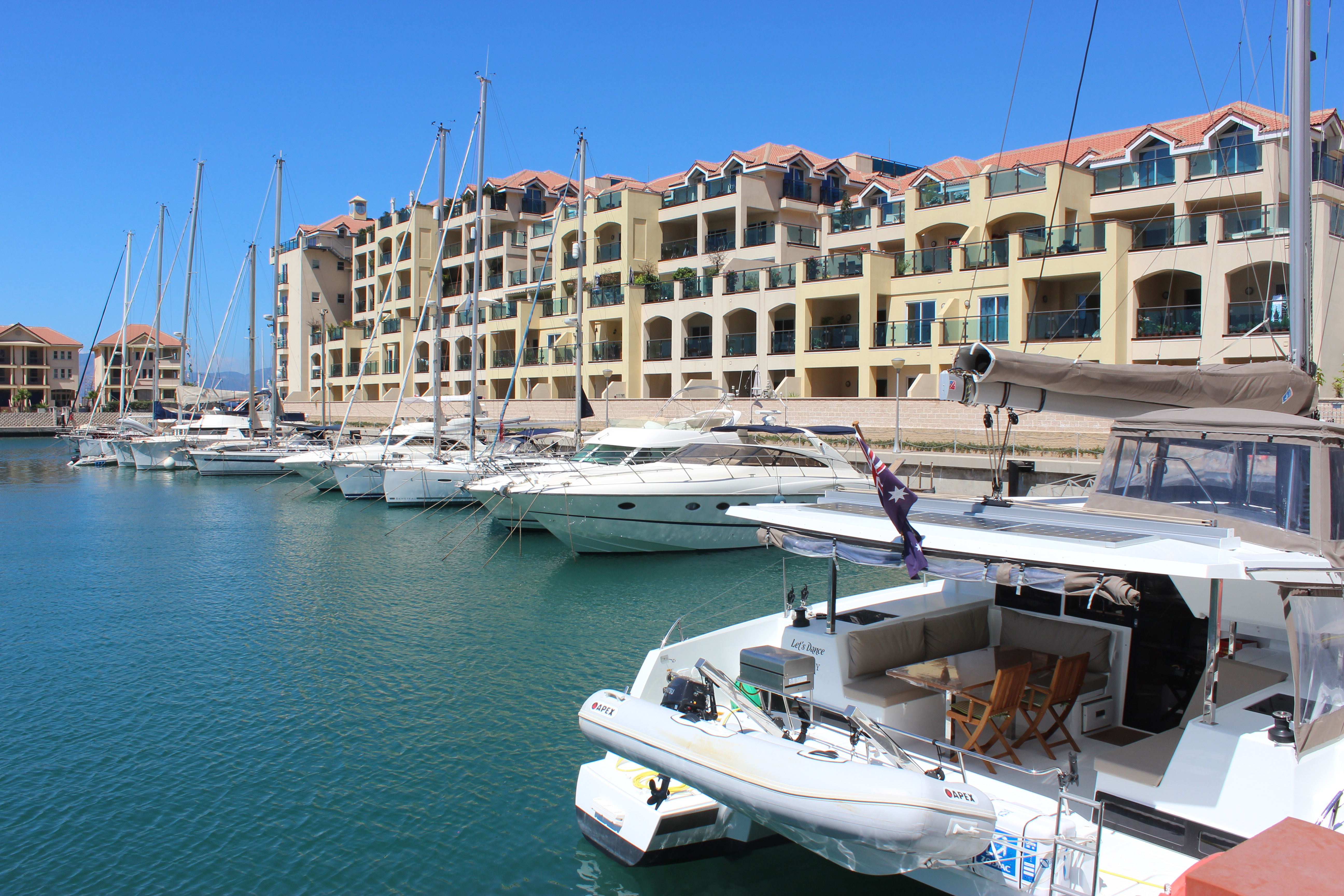
Queensway Quay Marina, cùng với Ocean Village, là hai khu dân riêng biệt.

## Nhân khẩu học

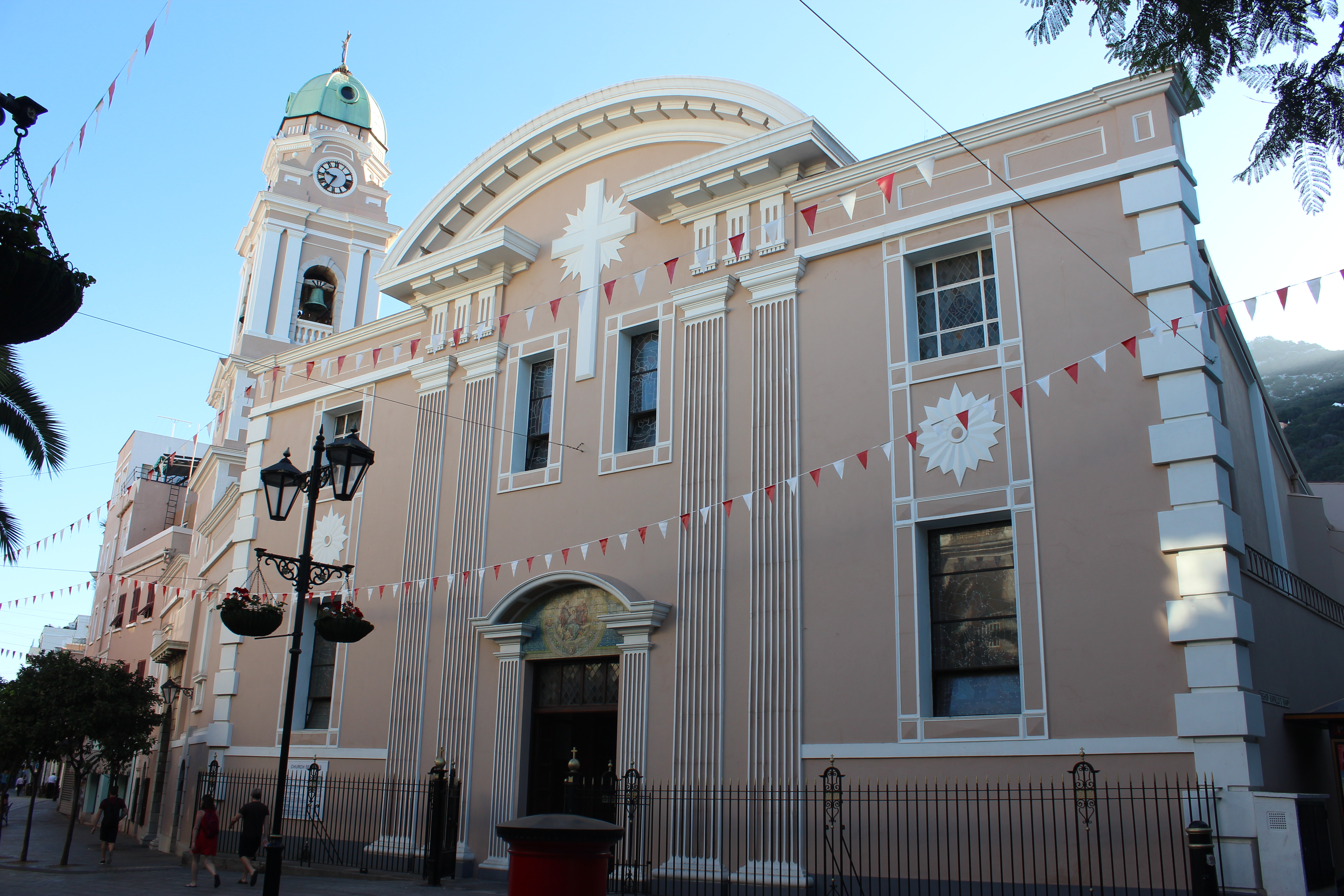
Nhà thờ Công giáo La Mã Nhà thờ St. Mary đăng quang được xây dựng vào năm 1462 và là nhà thờ Công giáo lâu đời nhất của lãnh thổ.

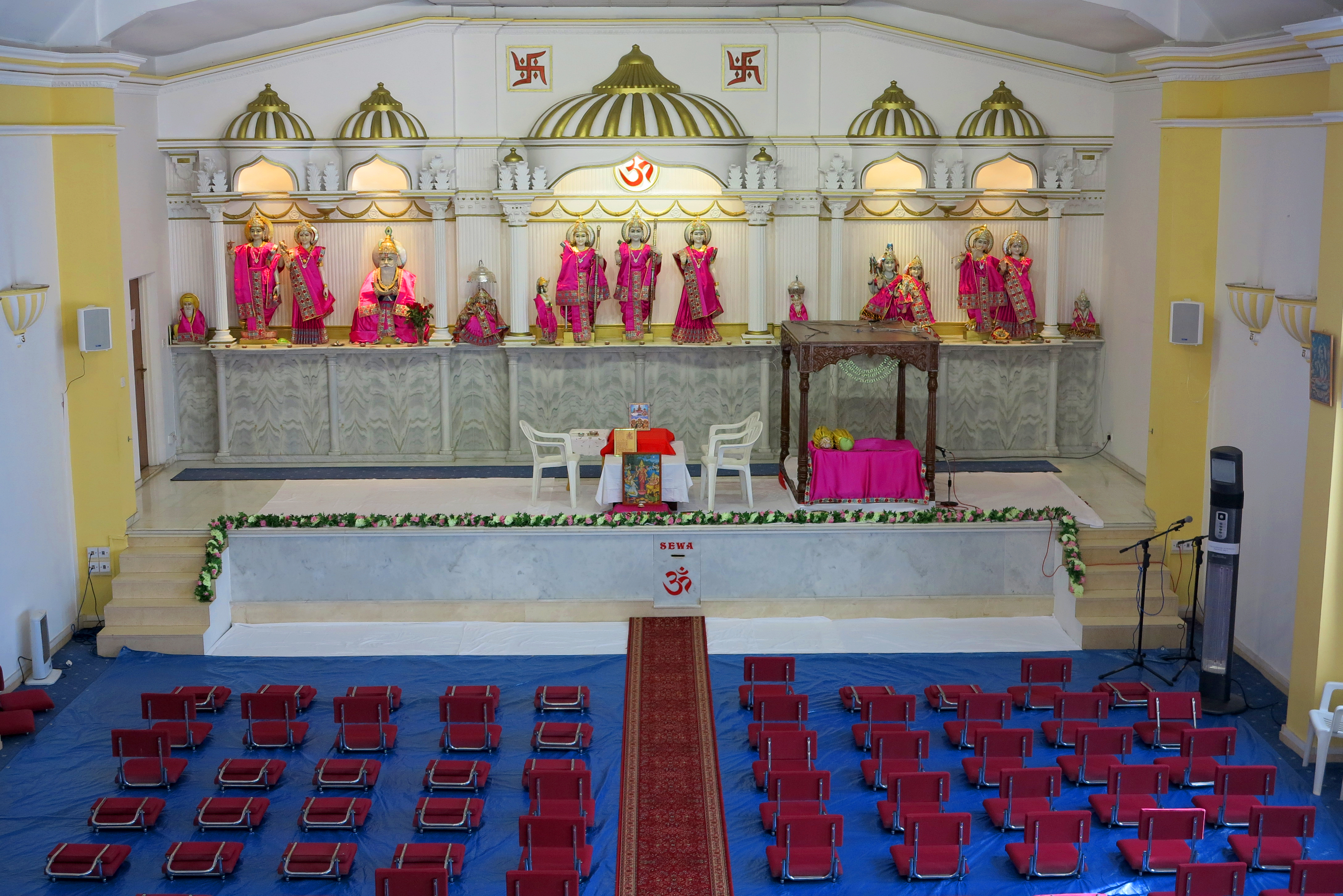
Đền Hindu Gibraltar mở cửa vào năm 2000.

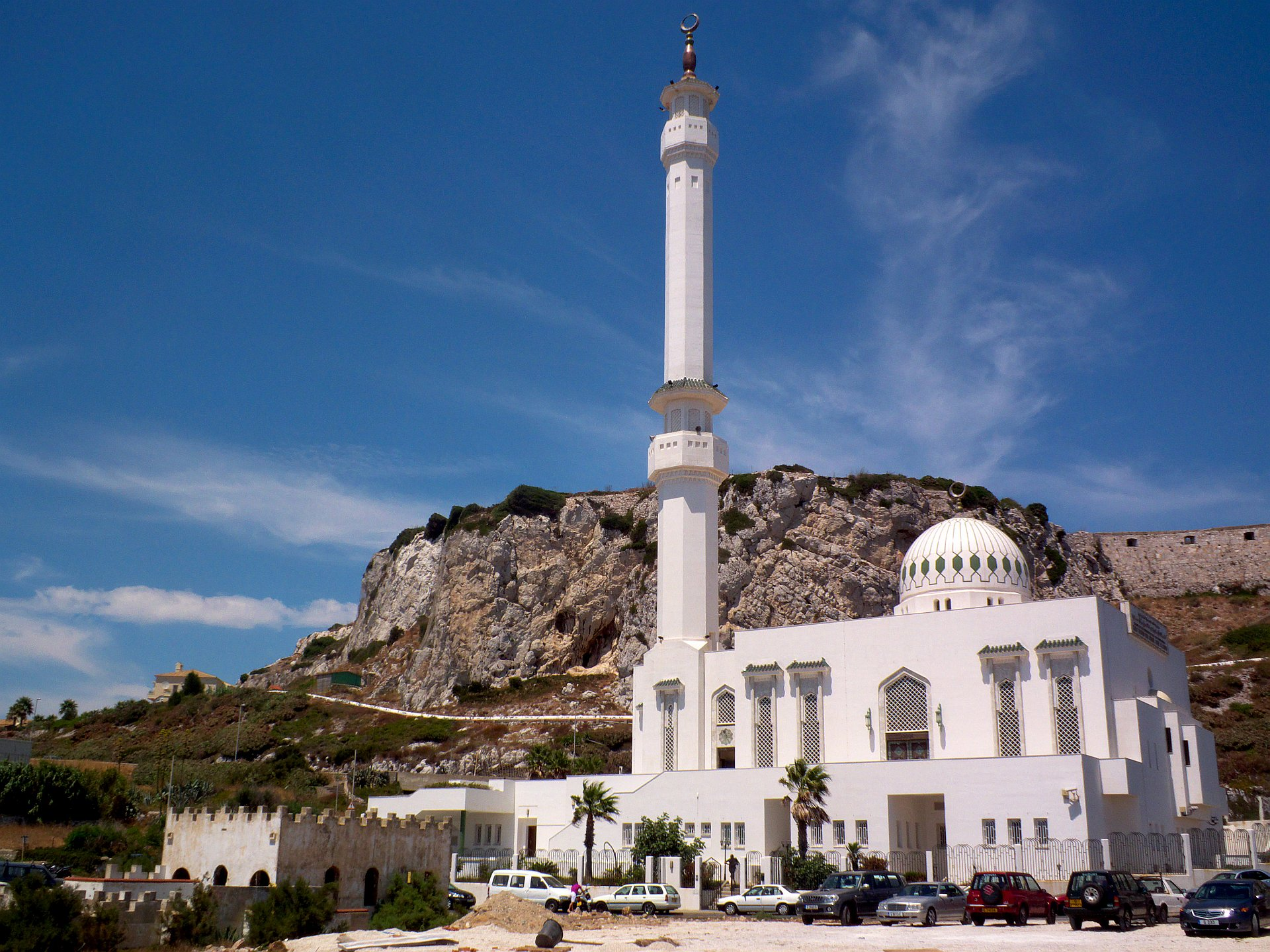
Nhà thờ Hồi giáo Ibrahim-al-Ibrahim là một món quà từ Vua Fahd của Saudi Arabia.

## Văn hoá

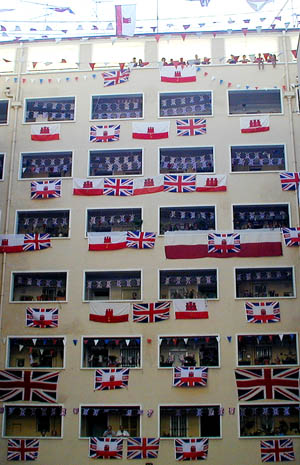
Tercentenary (300 năm) lễ kỷ niệm ở Gibraltar